# Kostel svaté Markéty (Šonov)
Kostel svaté Markéty je římskokatolický kostel v Šonově v okrese Náchod v Královéhradeckém kraji. Kostel je chráněný jako kulturní památka a od 1. července 2022 také jako národní kulturní památka. Je jedním z broumovské skupiny barokních kostelů.

## Původní kostel
Původní kostel svatého Jana Evangelisty stál na místním hřbitově v obci. Na jeho místě je nyní kaple Panny Marie Růžencové. Tento zděný kostel je zmiňován v roce 1354 a opravován byl v letech 1547 a 1688, shořel v roce 1775. Dvě kamenné tabule se jmény kostelních funkcionářů a trojúhelný štítek sanktuáře byly zazděny v ohradní zdi hřbitova, nyní jsou vystaveny v broumovském klášteře. Teprve pak přešla farnost ke kostelu sv. Markéty.

## Historie
Stavbu prováděl zřejmě Kilián Ignác Dientzenhofer, i když to vyplývá jen z jeho tehdejší činnosti pro broumovské benediktiny a z vysoce kvalitního půdorysného a objemového řešení včetně všech detailů. Za svůj vznik vděčí zejména broumovskému opatovi Otmaru Zinkemu. Kostel byl postaven v letech 1727–1730.

## Stavba
Stavba je orientována štítovou zdí s průčelím k broumovskému klášteru, který je vidět z kruchty nebo z věží. Půdorys kostela je členitý, na východě z lodi vyčnívá sakristie a depozitář, na západní průčelní straně jsou úhlopříčně věže. Střecha je sedlová, zvalbená nad kněžištěm. Věže jsou čtyřboké, dvoupatrové, zakončené bání. Loď je dlouhá 25 metrů a široká 12 metrů. Kněžiště má rozměry 5 × 5 metrů. Kostel má šest vchodů s ostěními, tři do předsíně a tři do lodi. Okna mají kamenné ostění. Kostel měl původně čtyři zvony, většina však byla zrekvírována za první světové války. V roce 1927 byly nově pořízeny tři zvony, které odlila broumovská zvonařská dílna Octava Wintera. I ty však byly kromě jediného během druhé světové války zabaveny. Poslední zvon z roku 1629 byl později převezen a zavěšen na zvonovou věž klášterního kostela v Broumově.
Na hřbitově pod návrším byl v ohradní zdi na západní straně zazděn kamenný pilířek s reliéfem zvaným sv. Vojtěch. Kámen je z červenohnědého pískovce, jeden metr vysoký a 0,35 m široký. Reliéf zobrazuje bezvousého muže sedícího na vysoké stolici a držícího biskupskou hůl a kříž. K. J. Bienenberg zmiňuje ještě letopočet 1112, ten však již není patrný. Může se jednat o starý hraničník klášterních pozemků. Kámen je dnes vystaven v broumovském muzeu.

## Bohoslužby
Bohoslužby se v kostele nekonají, probíhají v kapli Panny Marie Růžencové na místním hřbitově.

## Galerie

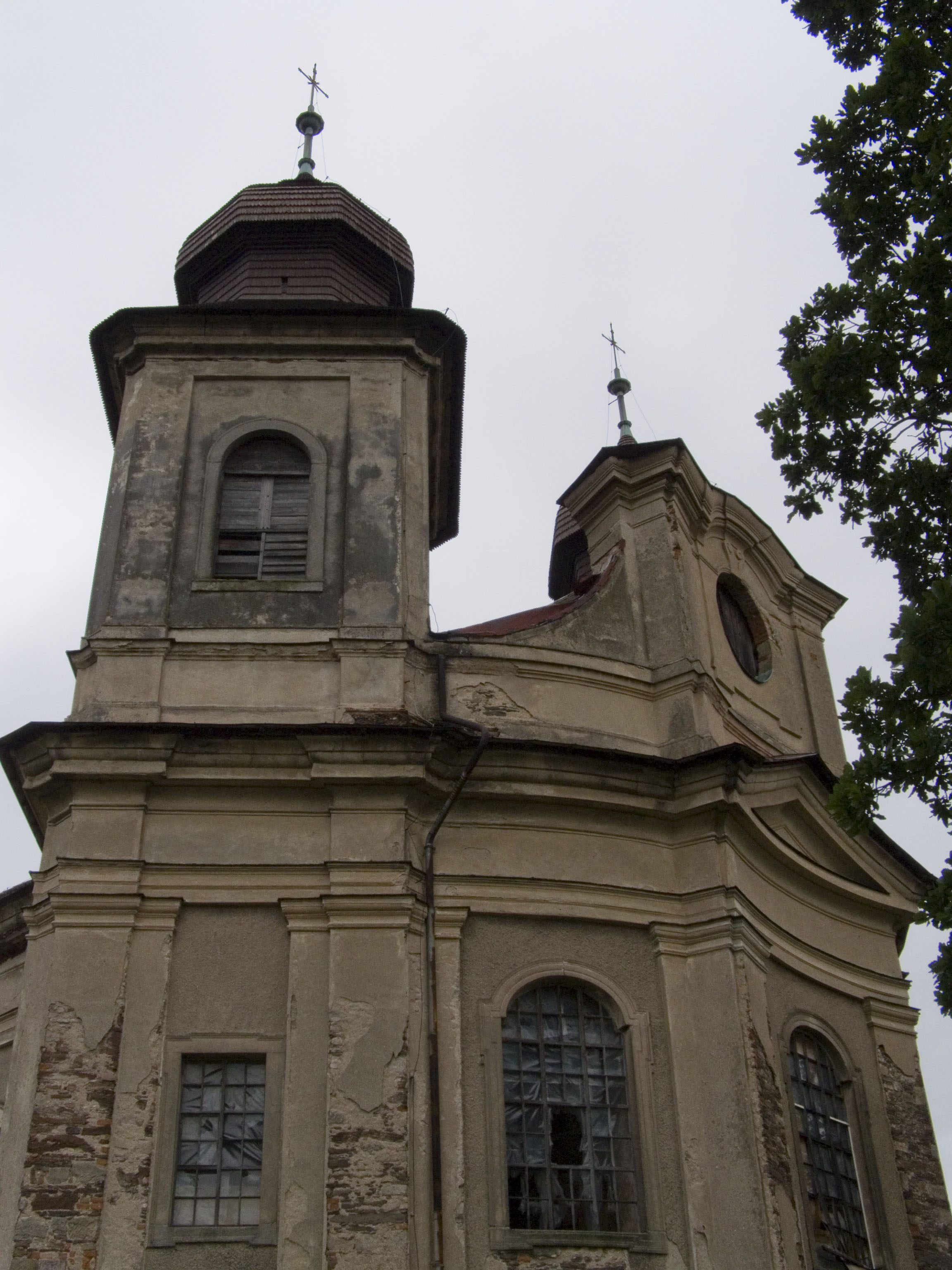
Věž
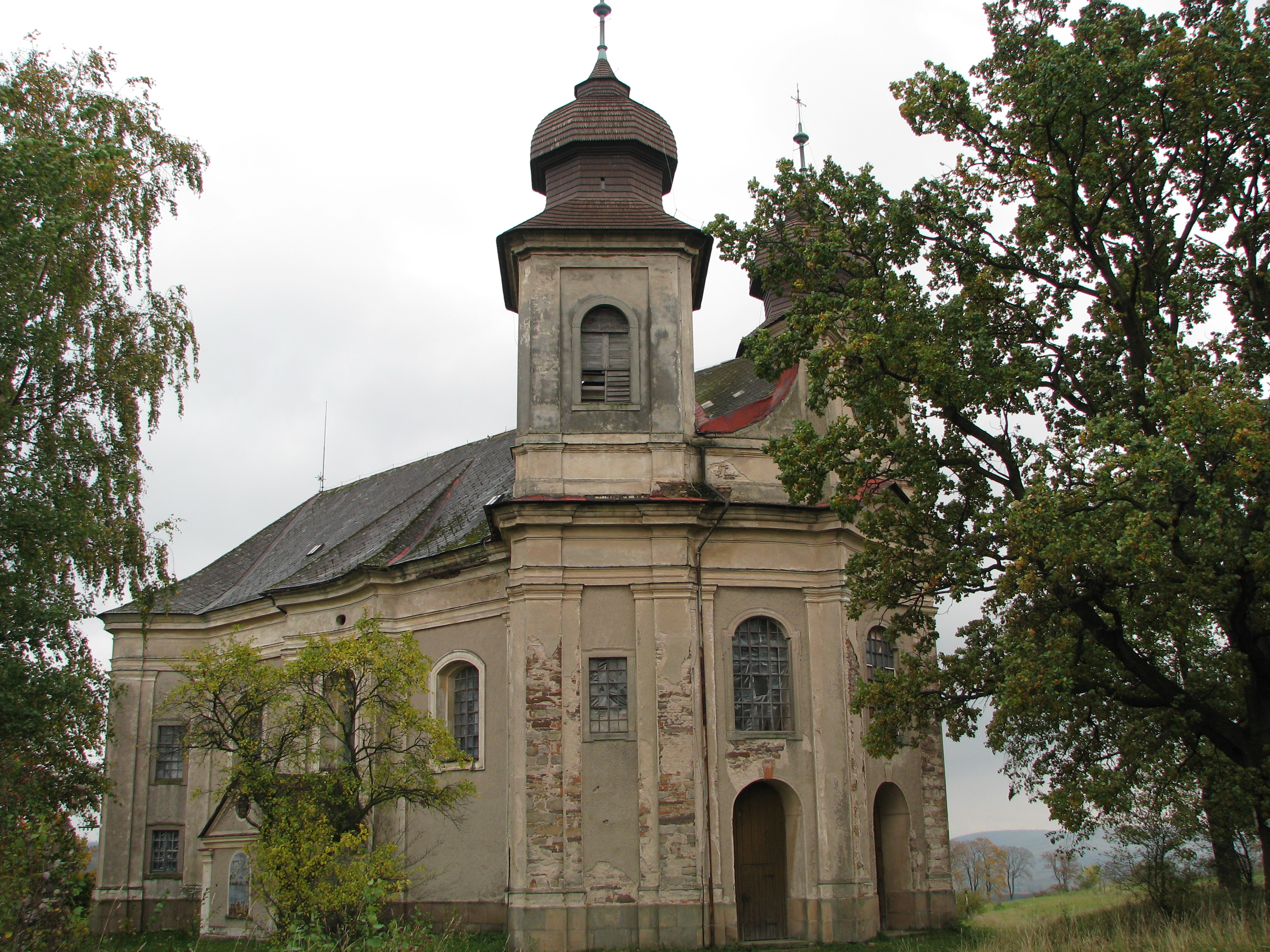
Kostel od severozápadu
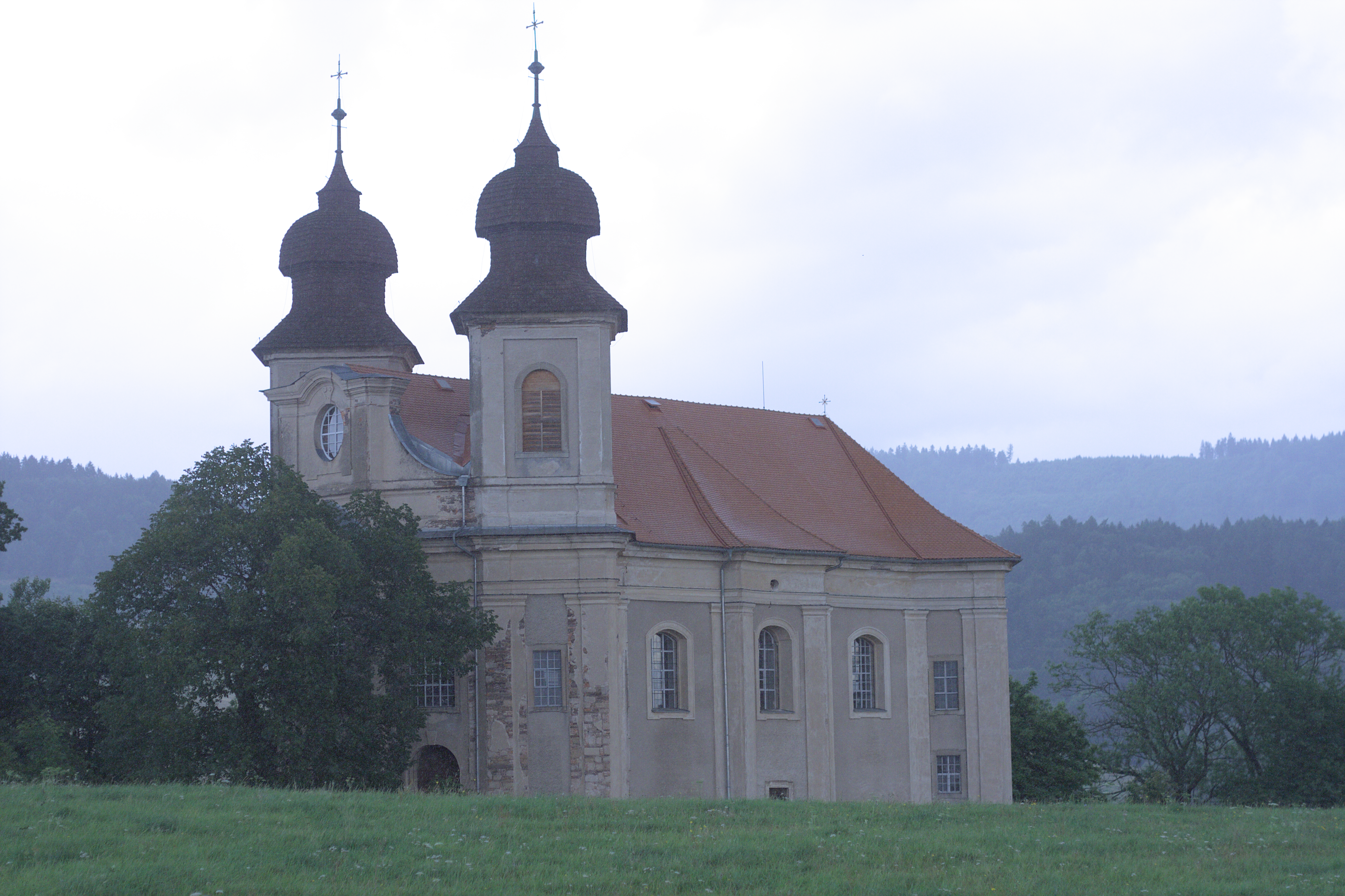
Kostel od jihozápadu
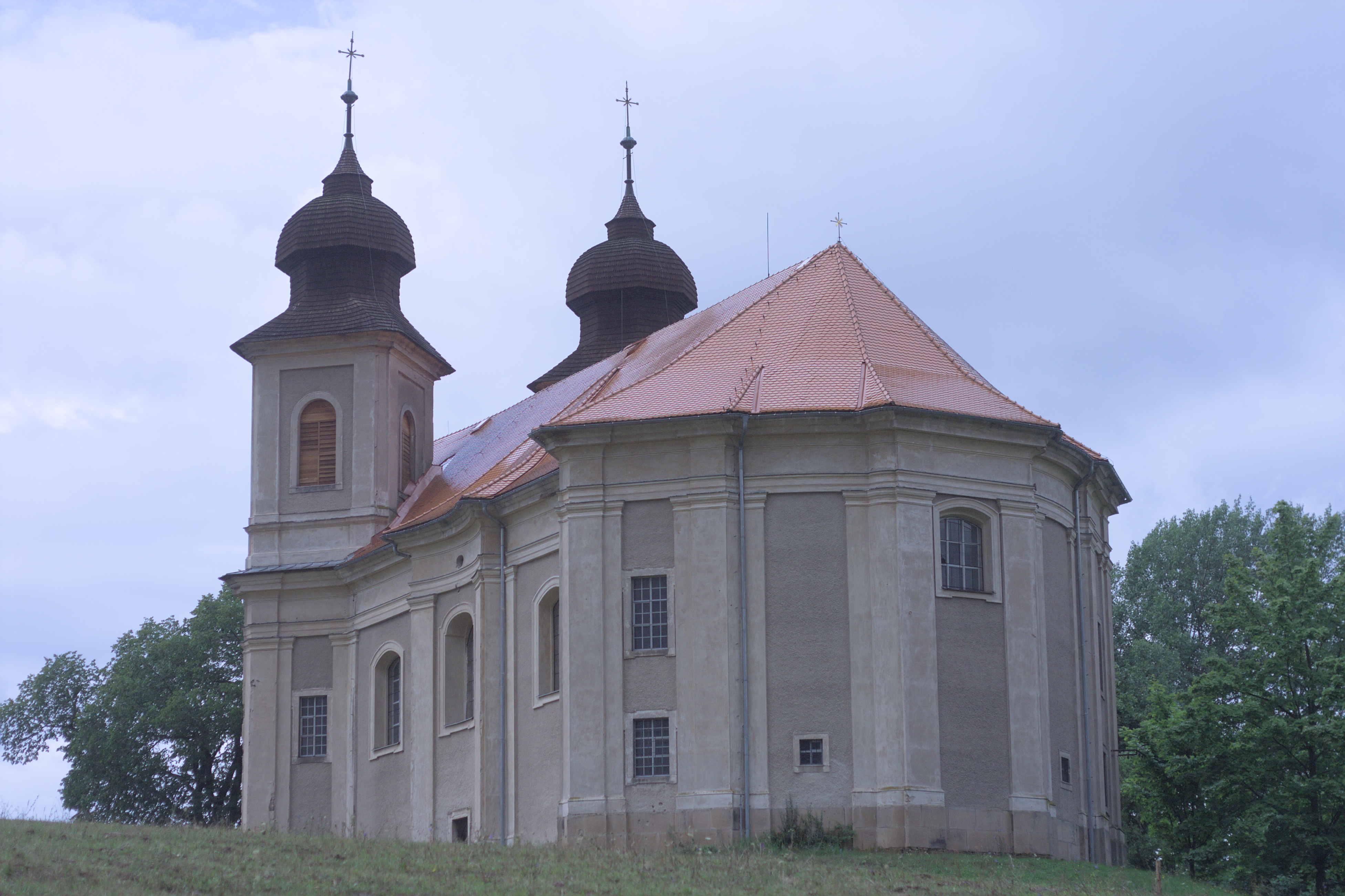
Kostel od jihovýchodu
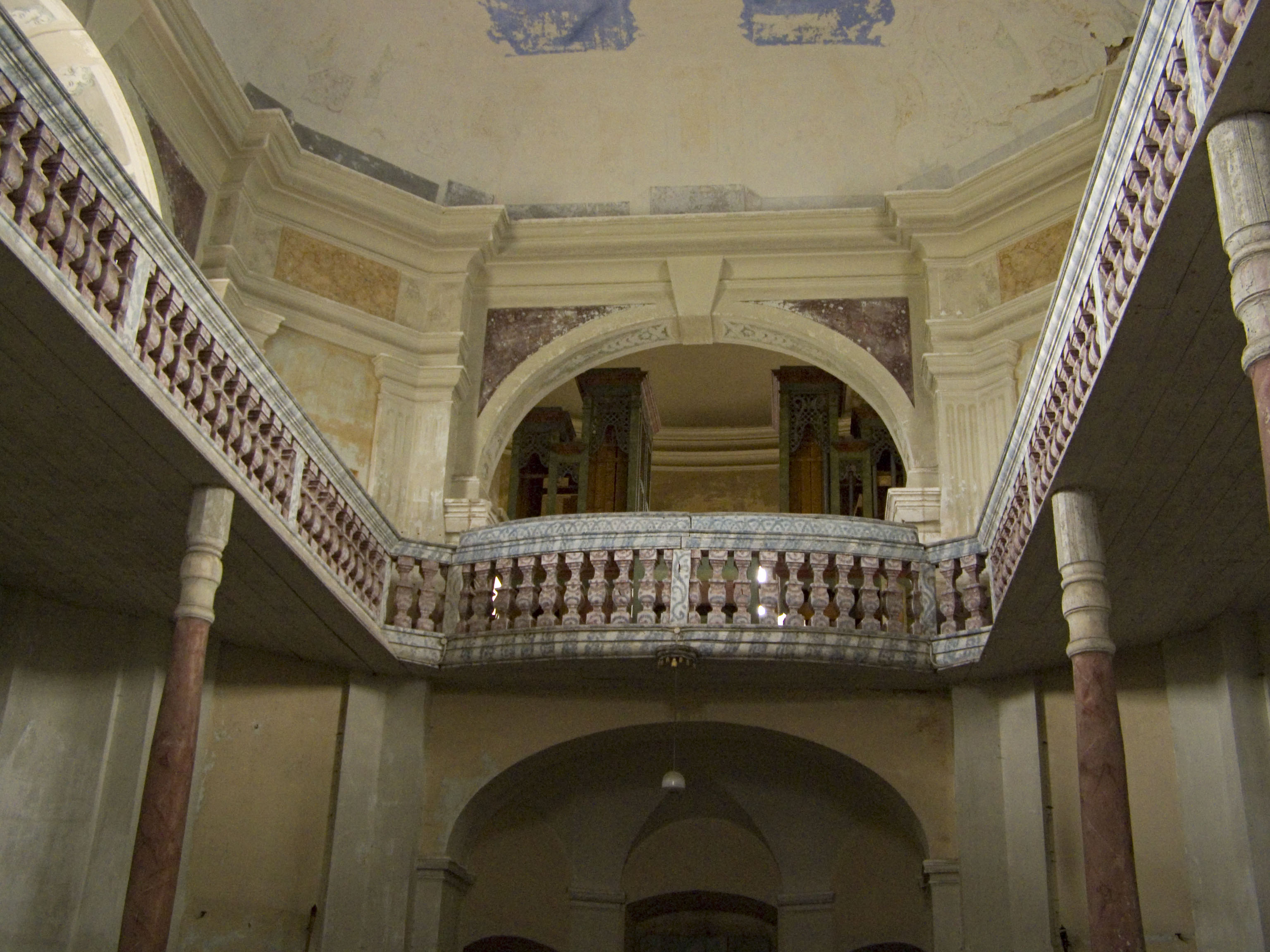
Chór
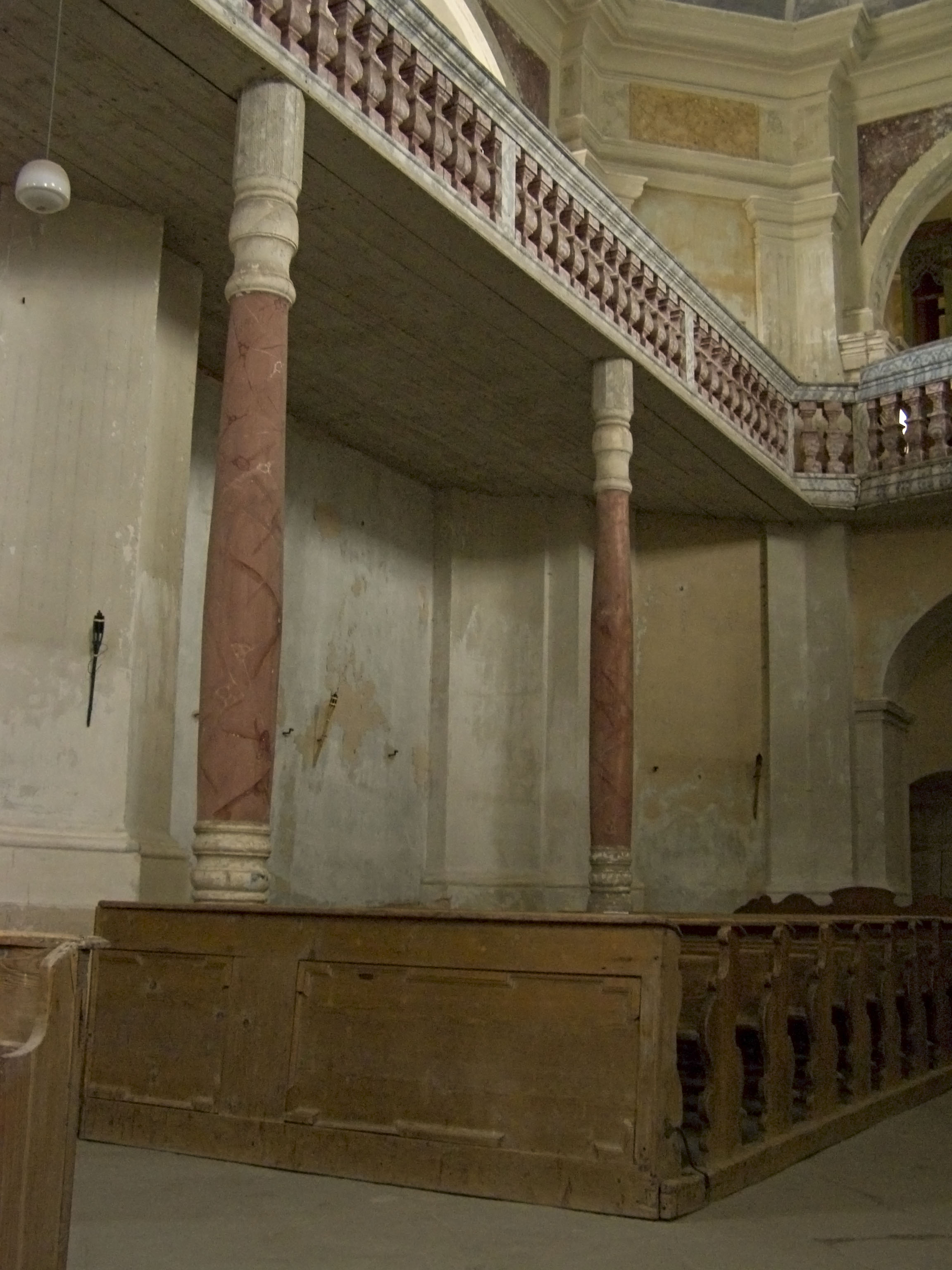
Ochoz
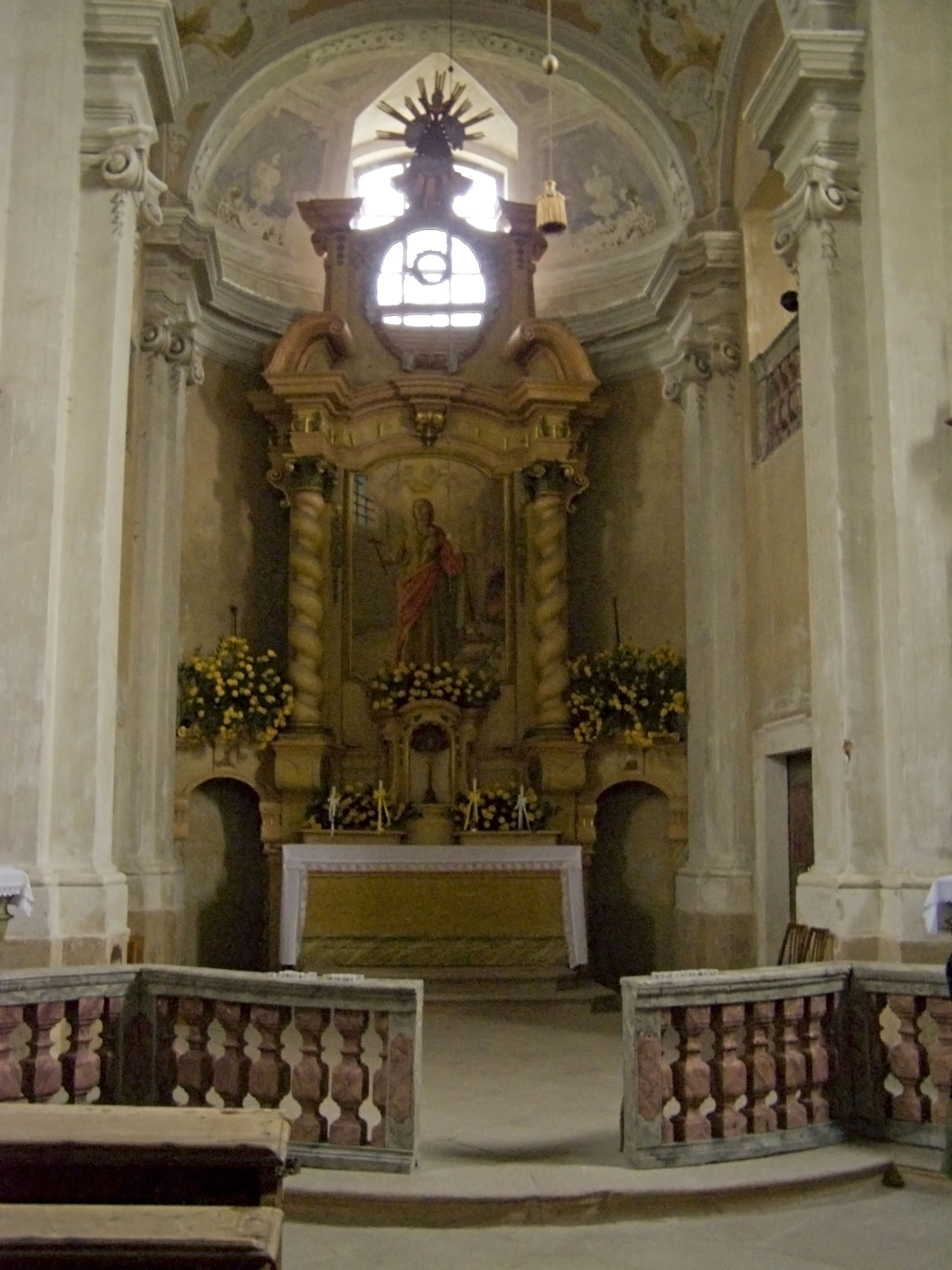
Oltář
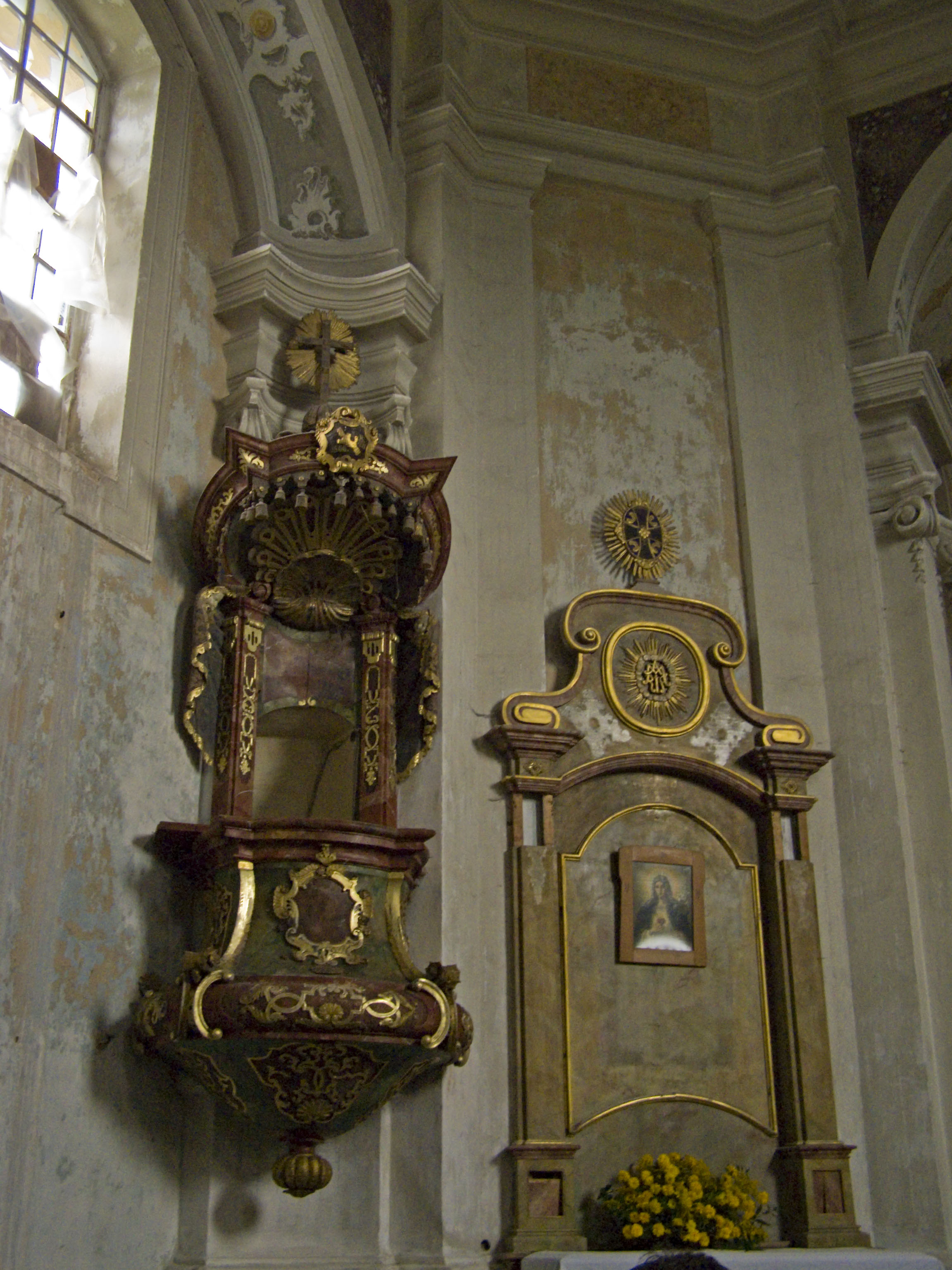
Kazatelna
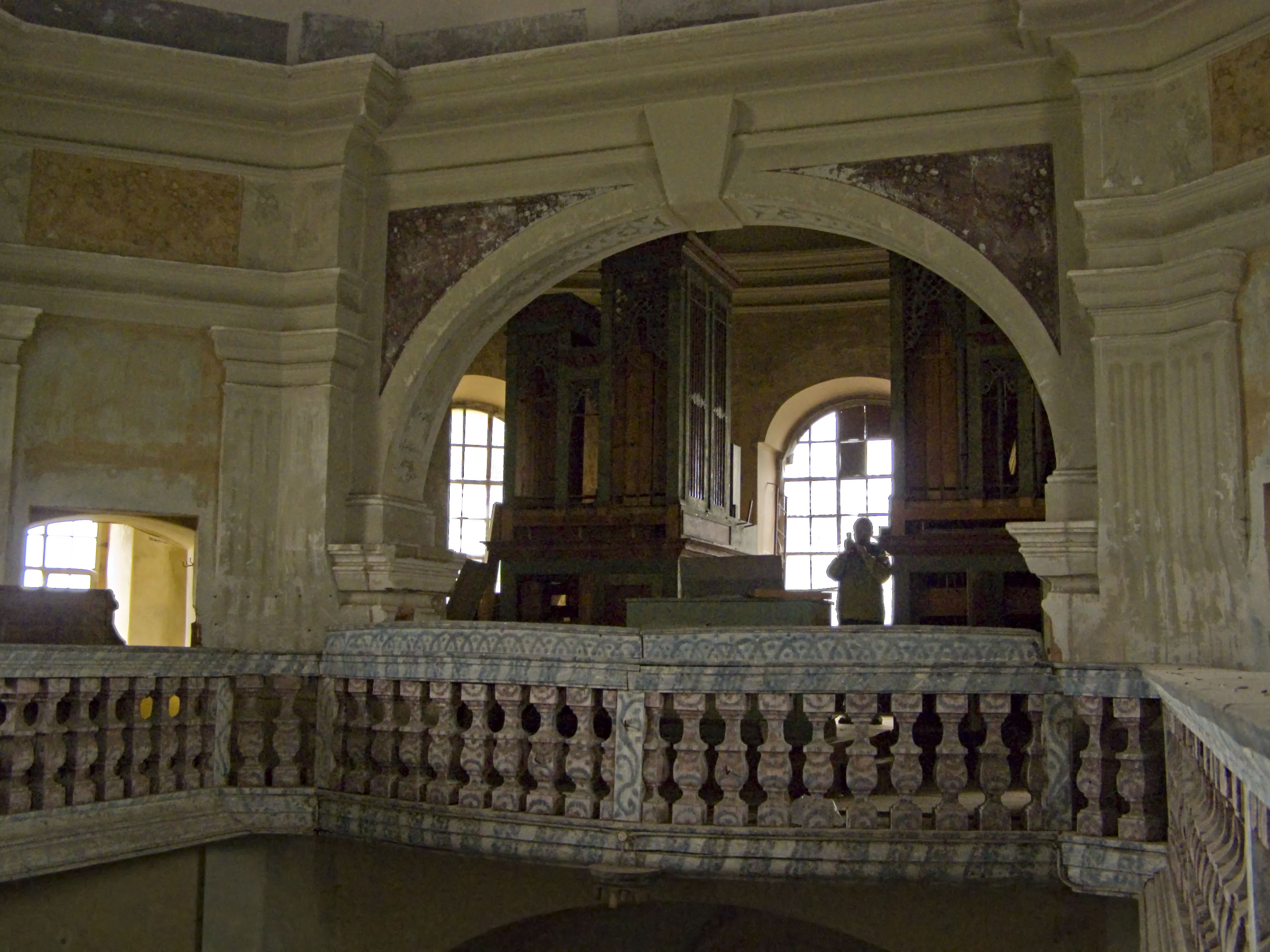
Varhany
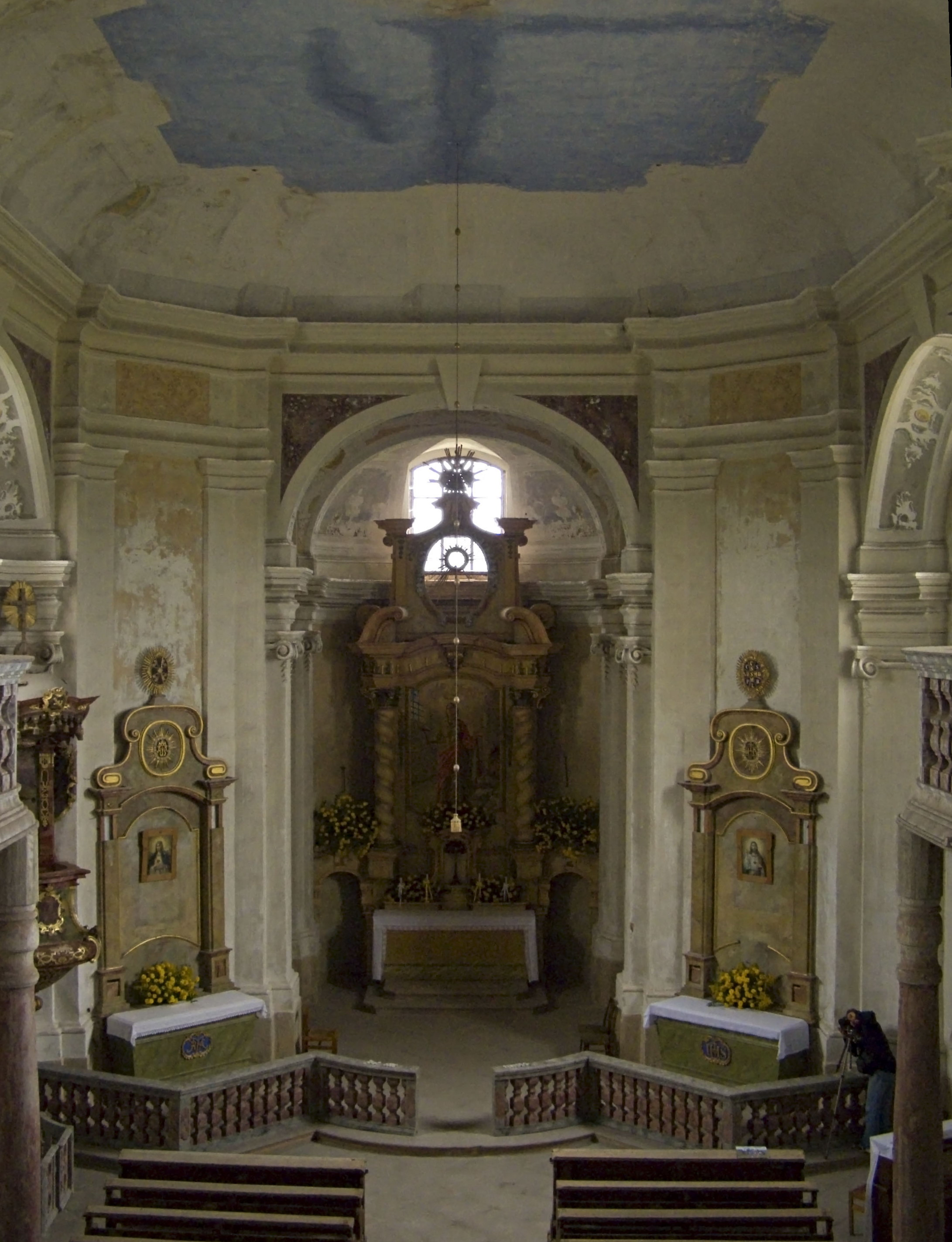
Oltář z chóru
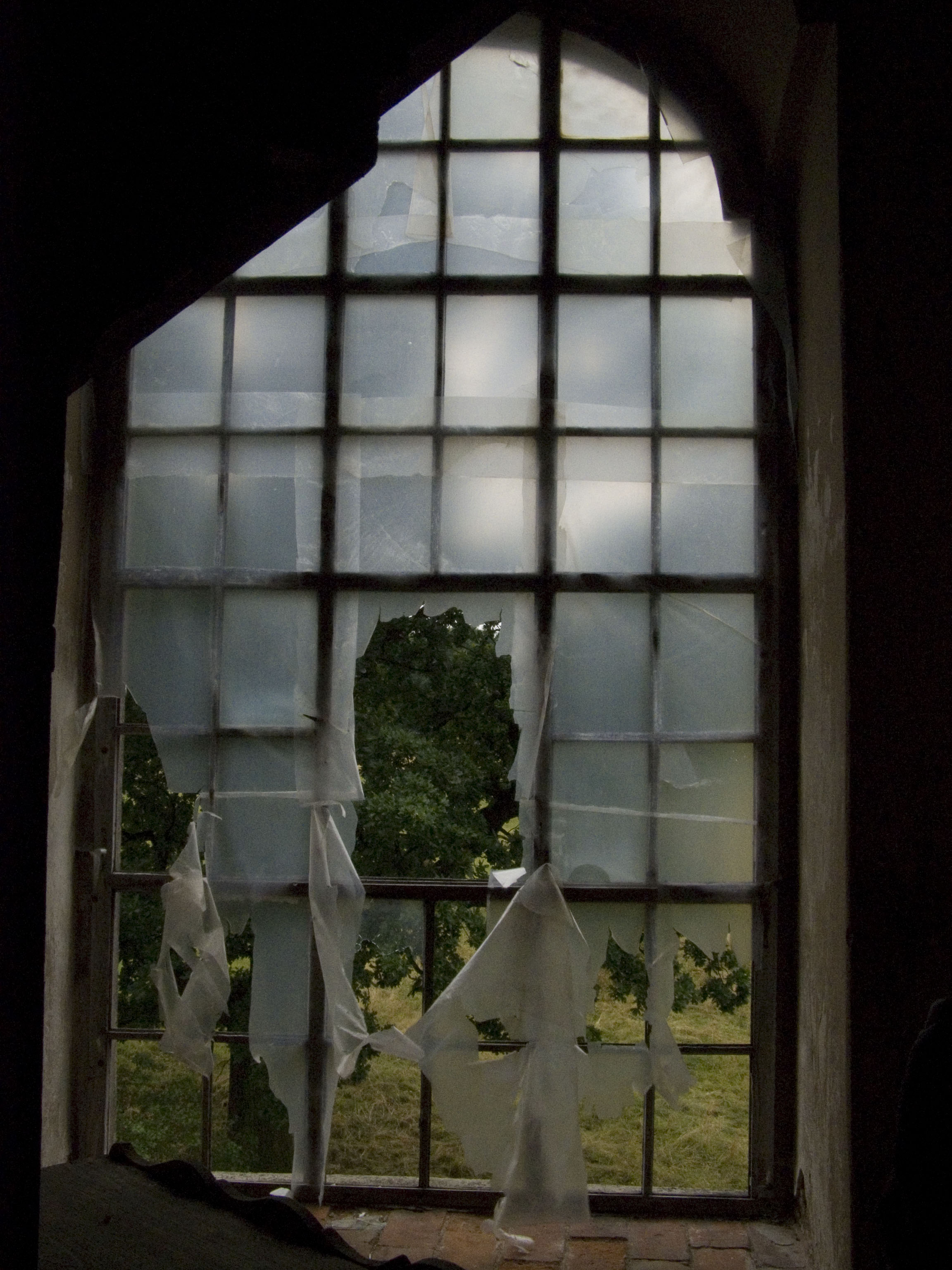
Detail okna
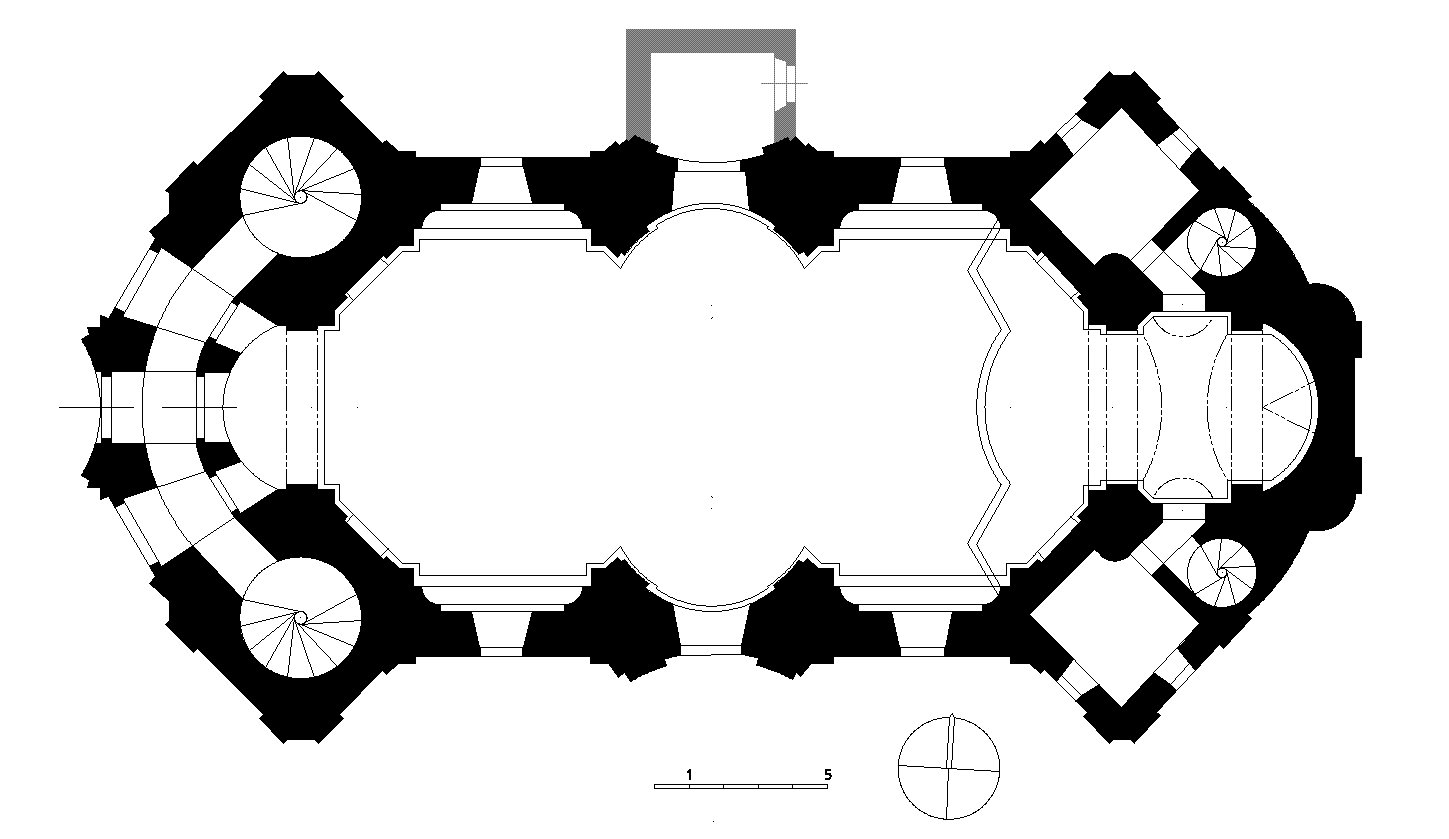
Půdorys